# Meuting

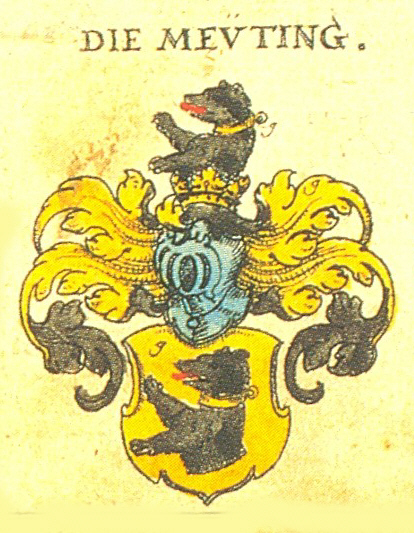
Spiegelverkehrtes Wappen der Meuting in Siebmachers Wappenbuch

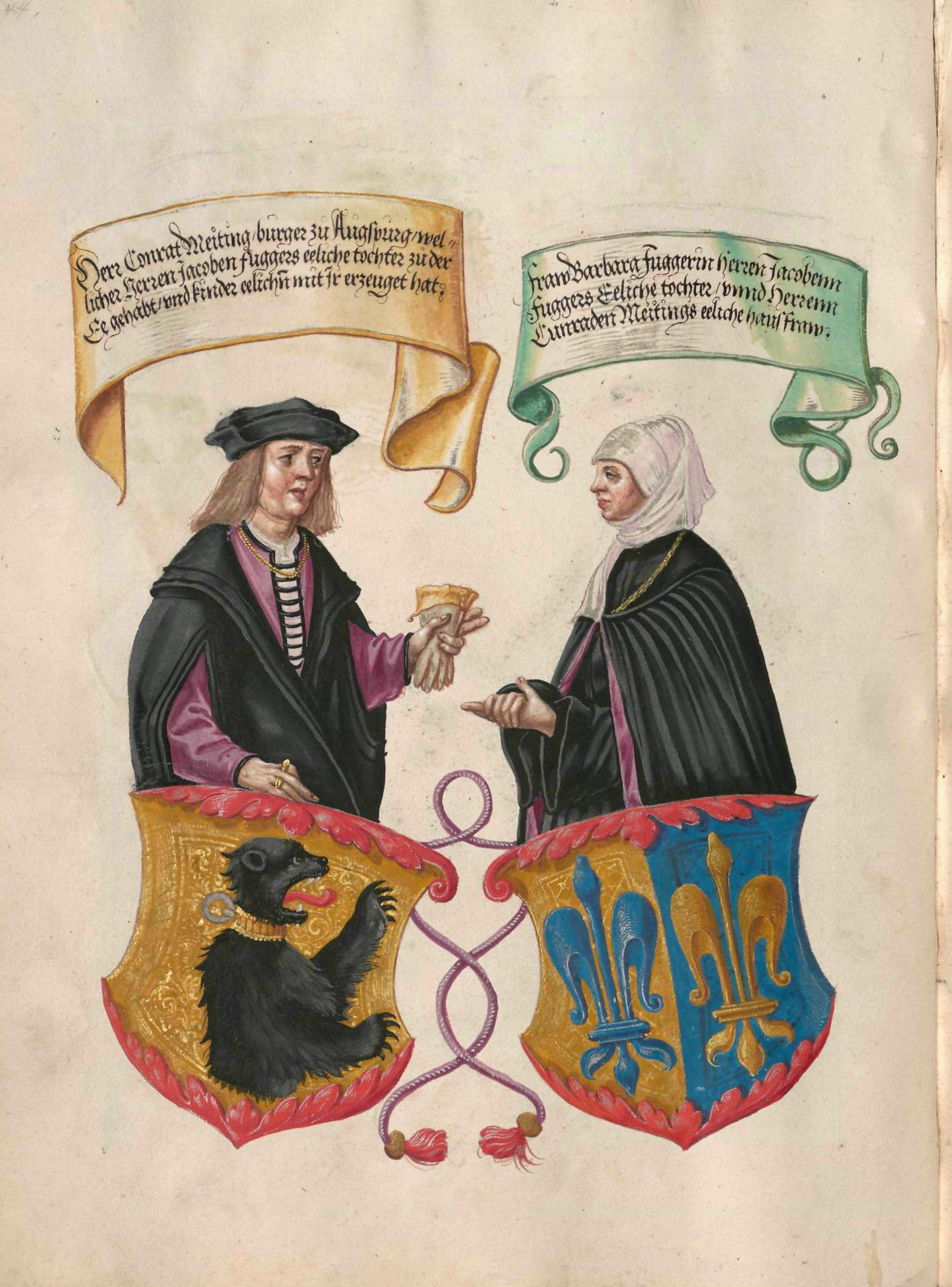
Portrait- und Wappendarstellung von Konrad Meiting und seiner Frau Barbara geb. Fugger aus dem Geheimen Ehrenbuch der Fugger

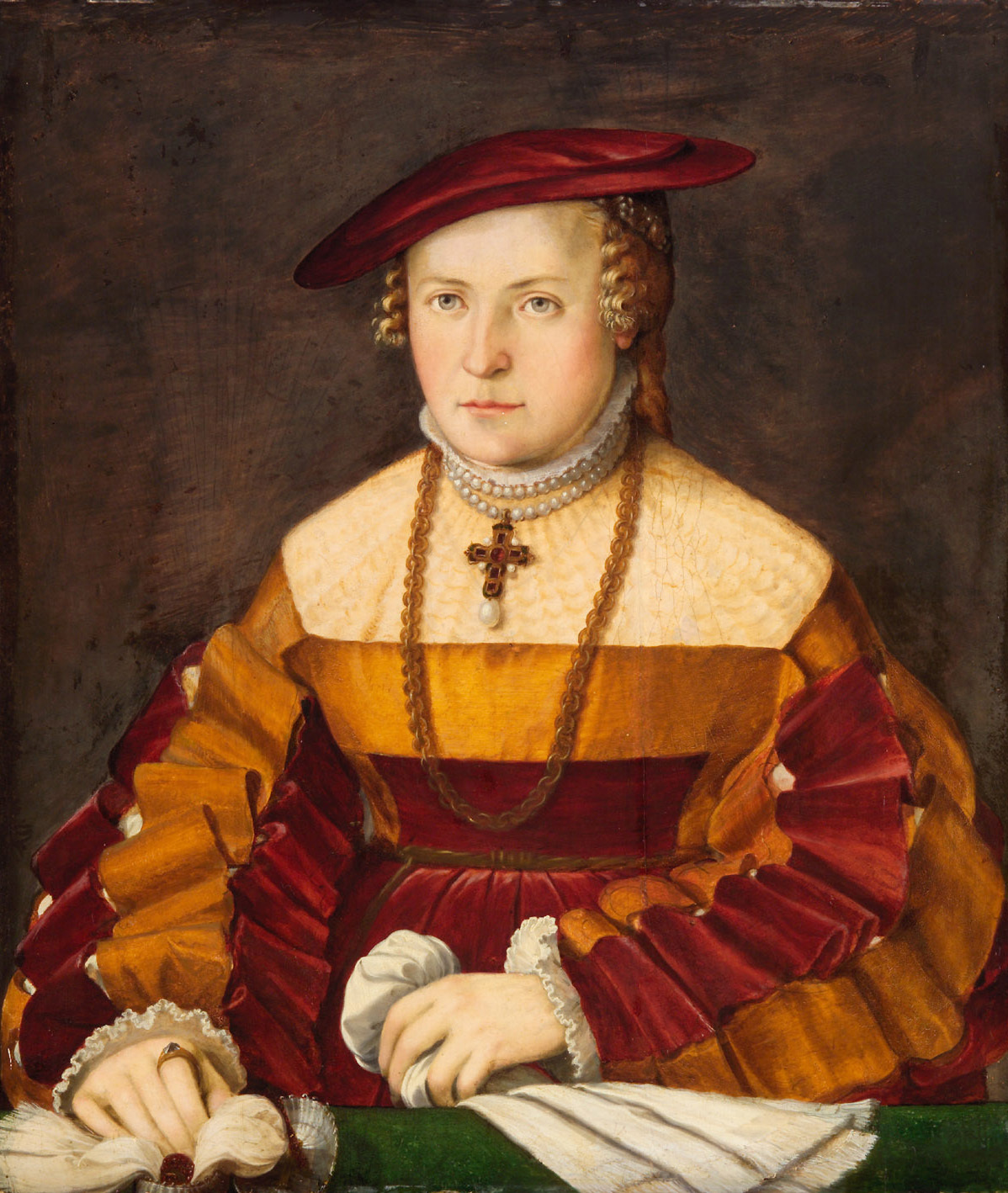
Ursula geb. Meuting († 1588), Ehefrau von Ulrich Ehinger

Wappen von Meitingen

Meuting, auch Meitting, war der Name eines alten adligen Augsburger Patriziergeschlechts, das mit Geld- und Metallhandel reich wurde und 1613 erloschen ist. Die Meuting waren stammverwandt mit den geadelten Muytinckx in Antwerpen und den geadelten Meitinger von Engelsheim in Tirol, die 1761 bzw. 1952 ebenfalls erloschen sind.

## Geschichte

### Meuting in Augsburg
Schon der Augsburger Stadtpfleger Paul von Stetten vermutete, dass der Familienname mit dem Ort Meitingen in Zusammenhang stehen könnte. Demnach ging die Familie aus dem niederen Land- bzw. Ortsadel hervor. Der Überlieferung nach soll Marquardus de Meutingen der Stammvater gewesen sein, der 1293 Augsburger Bürger wurde und bereits das Wappen mit dem halben Bären führte. Jedoch sind Namensträger in Augsburg erst seit dem 14. Jahrhundert sicher dokumentiert. Konrad Meuting und seine Söhne Hans und Franz begaben sich unter die Zünfte. Die Enkel von Konrad waren Hans und Ulrich Meuting († beide um 1448), denen Kaiser Sigismund 1426 einen Wappenbrief verlieh. 1442 erscheint der Kaufmann Hans Meitting als Mitglied des Rats. Ludwig Meuting († 1481) begann den lukrativen Geld- und Silberhandel mit Tirol. Sein Neffe Konrad († 1534) der mit der Schwester von Jakob Fugger verheiratet war, wirkte als Faktor in Antwerpen und Innsbruck. Der Enkel von Ludwig, Georg Meuting († 1547) gründete in Antwerpen die geadelte Linie Muytinckx, die bis in das 18. Jahrhundert fortbestand. Bedeutend war die vom Enkel von Ulrich, Lukas Meuting († 1535) gegründete Meuting-Gesellschaft mit Niederlagen in mehreren europäischen Städten, darunter in Venedig. Als eines der bekanntesten Mitglieder wirkte von 1536 bis 1557 der Sohn von Jobst, Hieronymus Meitting († 1557) als Fürstbischof von Chiemsee. 1538 erhielt die Söhne von Lukas, Anton († 1591) und Jakob Meuting († 1570) sowie deren Verwandte den Augsburger Geschlechter- bzw. Patrizierstand. 1593 fungierte Hieronymus Meiting zu Radek als fürstlich-salzburgischer Rat und Pfleger. Die Familie ist in Augsburg mit Laux Anton Meuting († 1613) und die Linie Muytinckx in den Niederlanden 1761 erloschen.

### Meitinger von Engelsheim in Tirol
Die Augsburger Meuting waren stammverwandt mit dem Tiroler Meitinger von Engelsheim zu St. Valentin und Freudenstein. Am Pfingsttag 1470 verlieh Kaiser Friedrich III. in Villach dem Leibgardist Hans und seinem Vetter Michael Metinger in einem Wappenbrief das erledigte Wappen der Edlen Valentiner aus St. Valentin mit Lehensartikel. Laut Paul von Stetten blieb Michael in Schwaben und Hans, verheiratet mit einer Angehörigen aus dem Geschlecht derer von St. Valentin und mutmaßlich Gründer des Tiroler Zweiges, zog nach Innsbruck. Bei dem Stammsitz des vor 1500 erloschenen Geschlechts dürfte es sich um den Ansitz St. Valentin in Obermais gehandelt haben. Die Nachkommen der Meitinger ließen sich in Bregenz, Wien und Meran nieder. Am 27. Oktober 1725 bestätigte Kaiser Karl VI. dem oberösterreichischen Kammersekretär Johann Christoph Meitinger und seinen Vettern Franz Carl, Johann Joseph, Christoph, Johann Jakob und Joachim Georg Meitinger den von Kaiser Mathias am 17. Juli 1618 verliehen Adel, das Prädikat von Engelsheim und eine Wappenbesserung. 1730 fungierte Johann Georg Meitinger von Englsheim als Pfleger von Gufidaun und 1748 Franz Karl Meitinger von Engelsheim als k. k. Hofagent. 1748 wurde die Familie Tiroler Landstand. 1762 lebten nach Paul von Stetten noch Johann Jakob und Joachim Meitinger von Engelsheim. Anfang des 19. Jahrhunderts erscheint Dominik von Meitinger zu Engelsheim und St. Valentin (1773–1824) und seine Frau Maria Barbara Kunigunde von Feyertag de Festis als Besitzer eines Hauses in den Meraner Lauben. 1952 ist das Geschlecht erloschen.

## Besitzungen
Der Familie besaß zeitweise in der Umgebung von Augsburg Güter in Hurlach, Igling und Kissing.

## Wappen
Stammwappen von 1426: In Gold ein halber schwarzer Bär mit roter Zunge und goldenen Halsband. Auf dem gekrönten Helm ein wachsender schwarzer Bär wie im Schild. Die Helmdecken sind schwarz-golden.